# غلامحسین برزگر
غلامحسین برزگر (زادهٔ ۱۳۳۶ در بیضا) نمایندهٔ حوزهٔ انتخابیهٔ بیضا در دورهٔ ششم مجلس شورای اسلامی بوده‌است.